# Арутюнян, Алексан Максимович
Алексан Максимович Арутюнян (арм. Ալեքսան Հարությունյան, 10 июля 1965, село Гиши (ныне Киш),  Мартунинский район, НКАО, Азербайджанская ССР, СССР) — армянский общественный, государственный и политический деятель.

## Биография
- 1982 — 1989 — Ереванский государственный университет; филолог.
- 1989 — 1992 — Аспирант ЕГУ.
- 1989 — младший сотрудник музея литературы и искусства им Е.Чаренца.
- 1991 — руководитель творческого объединения «Республика» Госкомтелерадио Армении.
- 1991 — 1992 — творческий руководитель телестудии «Айлур» Госкомтелерадио Армении.
- 1992 — руководитель студии «Арцах» госкомитета по телевидению и радио Армении.
- 1992 — 1993 — заместитель руководителя аппарата президента.
- 1993 — второй секретарь управления европейских стран Министерства иностранных дел Армении.
- 1993—1995 — второй секретарь посольства Армении во Франции.
- 1995 — первый секретарь посольства Армении во Франции.
- 1995 — 1997 — постоянный представитель непризнанной НКР в Армении.
- 1997 — 1998 — руководитель аппарата премьер-министра.
- 1997 — 1999 — был секретарём совета безопасности при президенте Армении.
- 1998 — 1999 — руководитель аппарата президента.
- 15 декабря 1999 — по инициативе главного военного прокурора Армении Гагика Джангиряна по подозрению в причастности к заговору Наири Унаняна был арестован.
- 1999 — 2003 — советник президента.
- 2003-2013 — председатель совета общественной телерадиокомпании Армении.
- С 30 декабря 2014 — чрезвычайный и полномочный посол Армении в Аргентине.